# Carlos Eire
Carlos M.N. Eire (ur. 23 listopada 1950 w Hawanie) – amerykański wykładowca uniwersytecki i pisarz pochodzenia kubańskiego.

## Życiorys
Opuścił Kubę w wieku jedenastu lat. Wyjechał z trzy lata starszym bratem; jego rodzice pozostali na wyspie. Przez kilka lat mieszkał w rodzinie zastępczej oraz w domu dziecka, zanim w połowie dekady dołączyła do niego matka. Ukończył studia na Uniwersytecie Loyoli w Chicago, doktorat obronił na Uniwersytecie Yale w 1979. Był wykładowcą na różnych uczelniach (m.in. Uniwersytecie Wirginii). W 1996 stanowisko zaoferował mu Uniwersytet Yale. Jest profesorem historii i religioznawstwa. Specjalizuje się w późnym średniowieczu oraz wczesnej nowożytności, ze szczególnym uwzględnieniem zagadnień religijnych.
Jest autorem lub współautorem szeregu prac badawczych oraz tomu wspomnień Czekając na śnieg w Hawanie. Książka została w 2003 uhonorowana National Book Award w dziedzinie literatury faktu. Jest poświęcona dorastaniu – w zamożnej rodzinie – na Kubie w latach 50. oraz w pierwszych latach po dojściu do władzy Fidela Castro.

## Publikacje naukowe
- The Reformation of Worship From Erasmus to Calvin (1986)
- From Madrid to Purgatory: The Art and Craft of Dying in Sixteenth Century Spain (1995)
- Jews, Christians, Muslims: An Introduction to Monotheistic Religions (1997, wpółautor)

## Wspomnienia
- Czekając na śnieg w Hawanie (Waiting for Snow in Havana 2003)